# 中黑格獸科
中黑格獸科（學名Mesotheriidae）是一科已滅絕的南方有蹄目。牠們生存於始新世至更新世的南美洲。中黑格獸科包含了由小至中型的草食性及適合挖掘的哺乳動物。

## 特徵
中黑格獸科是細小至中等身形的南方有蹄目，較大的約有羊般大小牠們最特別的地方是其專門化的牙齒及骨骼。中黑格獸科的門齒是不斷生長的，只有內面有琺瑯質，就像是現今的齧齒動物。牠們的頰齒（即前臼齒及臼齒）有高冠，在較進化的成員中也是不斷生長的。中黑格獸科的骨骼很重型，像現今會挖掘的哺乳動物。在化石可見牠們充滿裂紋的爪，肘上有籽骨，脊骨融合薦骨及髖骨來加固骨盤。

## 行為
對於三屬中黑格獸科（粗型獸屬、Plesiotypotherium及中黑格獸屬）的生物力學研究發現牠們適合挖掘。估計牠們是挖掘樹根及塊莖等食物，其食性及行為像現今的袋熊。另外，對於細小的中黑格獸屬也有可能是會挖洞的。

## 分佈
中黑格獸科就像其他的南方有蹄目般只生存於新生代的南美洲。不過，牠們並非廣佈整個大洲，反而只是散佈在玻利維亞及智利的中海拔地區。牠們的化石在高海拔的地區很罕見，而更是絕跡於熱帶的南美洲北部。
中黑格獸科最早的是Trachytherus mendocensis，可以追溯至始新世晚期或漸新世早期，但卻有質疑所屬的地層應屬於中新世早期。已確定最早的化石紀錄屬於漸新世晚期的Anatrachytherus及粗型獸屬。中黑格獸科於中新世達至多樣化的頂峰，並一直生存至更新世中期。中黑格獸科是南方有蹄目中三個生存至第四紀的科之一。

## 分類
中黑格獸科在南方有蹄目內被分類在型獸亞目之下。事實上，型獸亞目是為印齒獸（即中黑格獸屬的異名）來命名的。除了中黑格獸科外，型獸亞目傳統上包含了其他細小的南方有蹄目。近期的意見認為要將古蹄兔科及黑格獸科加入到型獸亞目中。這兩科以往分類在黑格獸亞目中，但系統發生學研究指若將牠們排除在型獸亞目以外，型獸亞目則會成為並系群。在型獸亞目中，中黑格獸科較為接近古蹄兔科及黑格獸科。中黑格獸科及黑格獸科都是源自於古蹄兔科。
中黑格獸科下的三個亞科是Fiandraiinae、Mesotheriinae及Trachytheriinae。不過，有指Fiandraiinae下唯一的Fiandraia並非中黑格獸科，而是箭齒獸科。Trachytheriinae包含了早期的形態，而相對於Mesotheriinae較為並系群，而Mesotheriinae則包括了中生世或以後衍生的屬。
中黑格獸科的分類如下：
- †中黑格獸科
  - †Fiandraiinae亞科[4]
    - †Fiandraia（中新世）
      - †F. romeroi

  - †Trachytheriinae亞科（並系群）
    - †粗型獸屬（Trachytherus）（？始新世晚期至漸新世晚期）[11][5]
      - †T. alloxus
      - †"T. mendocensis"
      - †T. spegazzinianus
      - †T. subandinus

  - †Mesotheriinae亞科
    - †Eotypotherium（中新世）[12]）
      - †E. chico

    - †Altitypotherium（中新世[12]）
      - †A. chucalensis
      - †A. paucidens

    - †Microtypotherium（中新世中期至晚期）
      - †M. choquecotense

  - †Mesotheriinae亞科
    - †真型獸屬（Eutypotherium）（中新世中期）
      - †E. lehmannnitschei
      - †E. superans

    - †Caraguatypotherium（中新世中期至晚期[4]）
      - †C. munozi

    - †Plesiotypotherium（中新世晚期）
      - †P. achirense

    - †似型獸屬（Typotheriopsis）（中新世晚期）
      - †T. chasicoensis
      - †T. silveyrai

    - †假型獸屬（Pseudotypotherium）（中新世晚期至？更新世中期）
      - †P. exiguum
      - †P. subinsigne

    - †中黑格獸屬（Mesotherium）（更新世早期至中期）
      - †M. cristatum
      - †M. hystatum
      - †M. maendrum
      - †M. pachygnathum

    - †Hypsitherium[2]（更新世早期）
      - †H. bolivianum

## 外部連結
- Darin Croft